# Język wasi-weri
Język wasi-weri (język prasun) – język z grupy języków nuristańskich. Używany przez lud Wasi (łącznie 1000 mówiących) w kilku wioskach doliny Prasun w Afganistanie.